# Adaúfe
Adaúfe is een plaats (freguesia) in de Portugese gemeente Braga en telt 3 959 inwoners (2001).